# Eduardo Manzanos Brochero
Eduardo Manzanos Brochero (Madrid, 10 de novembre de 1919 – 16 d'octubre de 1987) va ser un productor, guionista i director de cinema espanyol. També fou X comte de Casa Barreto.

## Biografia
Va començar la seva carrera artística després de la Guerra Civil espanyola com a editor de col·leccions de poesia i obres, entre d'altres, de Jose García Nieto i Antonio de Lara Gavilán. El 1947 es va dedicar a la producció cinematogràfica; la seva primera pel·lícula va ser Dulcinea de Luis Arroyo. Va guionitzar dues pel·lícules els anys següents (Brindis a Manolete de Florián Rey i Gente sin importancia de José González de Ubieta). El 1952 va dirigir per primera vegada (Cabaret amb Fernando Rey).
El 1954, després d’una altra pel·lícula com a director, va fundar la seva productora Unión Films i va continuar treballant com a director. Aviat va finançar coproduccions amb empreses italianes, que van tenir força èxit. Amb l'empresa successora Copercines Producciones, va ser un dels primers a rodar spaghetti western a Espanya (prop de Madrid); es va mantenir fidel als westerns fins al final. A més de productes d’aquest gènere, però, es van fer pel·lícules polítiques com Proceso de Gibraltar del 1967.
Les seves activitats als anys setanta van ser extenses; A més dels seus esforços anteriors, també va treballar per a la televisió. El 1982 es va retirar. La seva filmografia inclou més de quaranta pel·lícules com a productor, més de cinquanta com a guionista i catorze com a director. Brochero estava casat amb l'actriu María Luz Galicia.

## Filmografia
- 1962: La venganza del Zorro
- 1963: Tres hombres buenos
- 1964: L'uomo della valle maledetta
- 1964: Gli eroi di Fort Worth
- 1965: Kid Rodelo
- 1965: El proscrito del Río Colorado
- 1966: Ringo, il volto della vendetta
- 1966: La grande notte di Ringo
- 1967: Dos cruces en Danger Pass
- 1967: Dio non paga il sabato
- 1967: Sette pistole per un massacro
- 1967: Proceso de Gibraltar
- 1968: ¿Quién grita venganza?
- 1968: Tutto per tutto
- 1968: Uno a uno sin piedad
- 1968: Dos hombres van a morir
- 1968: Pagó cara su muerte
- 1969: La morte sull'alta collina
- 1969: El Zorro justiciero
- 1970: Una nuvola di polvere… un grido di morte… arriva Sartana
- 1970: Un uomo chiamato Apocalisse Joe
- 1971: El bandido Malpelo
- 1971: In nome del padre, del figlio e della Colt
- 1971: La coda dello scorpione de Sergio Martino
- 1971: Lo strano vizio della Signora Wardh de Sergio Martino
- 1971: L'uomo più velenoso del cobra de Bitto Albertini
- 1972: La notte dei diavoli de Giorgio Ferroni
- 1971: Anda muchacho, spara!
- 1972: Un dólar de recompensa
- 1973: Mi chiamavano 'Requiescat'… ma avevano sbagliato
- 1977: Train spécial pour Hitler d'Alain Payet